# جری (پرنده)
جری (پرنده) (نام علمی: Neomixis tenella) نام یک گونه از سرده جری‌ها است.